# Габсбург, Лео Штефан фон
Лео Штефан фон Габсбург (нем. Leo Stefan von Habsburg; 12 июня 1928, Живец — 3 февраля 2020, Лохен, Верхняя Австрия) — член династии Габсбургов, сын Лео Карла Австрийского.

## Биография
Родился 12 июня 1928 года в Живце в Польше, Лео-Стефан фон Габсбург был старшим сыном и четвёртым ребёнком эрцгерцога Лео Карла Австрийского (1893—1939) и графини Марии Клотильды фон Монжуайе-Вофрей и де Ла Рош (1893—1978). У Лео Стефана было трое старших братьев и сестер: Мария Дезидерата (1923—1988; вышла замуж за графа Вольфганга фон Хартига и развелась с ним), Мехтильдис (1924—2000; вышла замуж за графа и маркиза Манфреда Пьятти), Элизабет (1927—2014). У Лео Стефана был младший брат Хьюго (1930—1981; женат на Элеоноре Кристен).
Брак Лео Карла и Марии, заключённый в 1922 году, считался морганатическим; поэтому их дети не носили титулов династии своего отца. Эта ситуация была обращена вспять эрцгерцогом Отто и его сыном эрцгерцогом Карлом, главами Императорского дома Австрии, которые постановили, что потомки эрцгерцогов по мужской линии, вступившие в морганатические браки, будут повышены до титула графа фон Габсбург и, позже к титулу эрцгерцога / эрцгерцогини Австрии.
С 1933 по 1944 год он рос в замке в Бествине. Большую часть своей жизни прожил в Австрии.

Лео Стефан Габсбург посетил Бествину и поддерживал связь с местным населением посредством письма в Муниципальную публичную библиотеку. Каждый год по случаю Рождества и Пасхи он отправлял пожелания в Управление коммуны в Бествине.
В 1999 году в интервью «Poloniką» он сказал: «...После прорыва в 1989 году я очень часто бываю дома, потому что Польша — мой дом. Еду в Польшу отдохнуть и набраться сил. Поляки несравненно добрее австрийцев. Это своего рода бескорыстная, умирающая доброта в Европе, которую заменяет холодная доброта, превращенная в деньги…». 
3 февраля 2020 года в Лохене, Австрия, на 92-м году жизни он скончался. У эрцгерцога Льва Стефана остались жена Хайди, семеро детей и шесть внуков (Джессика, Корвинус, Леон, Элиас, Джулия и Самуил). Похороны состоялись 8 февраля 2020 года в приходской церкви в Лохене.

## Личная жизнь
В 1962 году эрцгерцог Австрии Лев Стефан женился на Габриэле Кунерт (1935—1975). У пары родилось трое детей:
- Изабелла фон Габсбург (род. 21 декабря 1962), вышла замуж за Андреаса Фера в 1990 году. Супруги развелись в 2001 году. Второй раз вышла замуж за Мартин Бреннесселя в 2015 году. Оба брака бездетны.
- Альбрехт фон Габсбург (род. 6 сентября 1963), С 1990 по 1993 год был женат на Надей Вюрфель. С 1994 года женат на Кармен Экштейн. Имеет одну дочь от второго брака.
- Карл-Стефан фон Габсбург (род. 24 февраля 1967), не женат. Детей нет.

Лео Стефан и Габриэла развелись в августе 1969 года. В 1973 году эрцгерцог Лео Стефан женился на Хайди Айгнер (род. 1942). У пары родилось четверо детей:
- Филипп фон Габсбург (род. 17 июня 1974), С 2009 года женат на Мириам Эггер. В браке родилось 2 сына.
- Анна фон Габсбург (род. 27 января 1977), не замужем. Детей нет.
- Валерия фон Габсбург (род. 27 марта 1982), в 2013 году вышла замуж за Георга Шобера. Супруги имеют сына и дочь.
- Лео фон Габсбург (род. 30 мая 1985), в 2021 году женился на Александре Изеле.[3]